# 沃尼戈韋
48°4′30″N 23°31′39″E / 48.07500°N 23.52750°E

沃尼戈韋（烏克蘭語：Вонігове）是位於烏克蘭西部外喀爾巴阡州裏佳奇夫區的村莊，始建於1389年，面積0.03平方公里，海拔高度227米，2001年人口2,654。